# Jeff Davis
Jeff Davis (Milford, 13 juni 1975) is een Amerikaanse filmmaker. Hij staat onder andere bekend als producent voor de serie Criminal Minds. Hij is ook de producent van de MTV serie Teenwolf.